# Norðurland vestra
Le Norðurland vestra, littéralement « Région du Nord-Ouest », est l'une des huit régions de l'Islande. Sa capitale est Sauðárkrókur.

## Démographie
| Année | Population | Pourcentage de la population islandaise |
| ----- | ---------- | --------------------------------------- |
| 1920  | 8 636      | 9,14 %                                  |
| 1930  | 8 000      | 7,36 %                                  |
| 1940  | 7 665      | 6,30 %                                  |
| 1950  | 7 340      | 5,09 %                                  |
| 1960  | 7 561      | 4,22 %                                  |
| 1970  | 7 748      | 3,79 %                                  |
| 1980  | 8 628      | 3,73 %                                  |
| 1990  | 8 631      | 3,35 %                                  |
| 2000  | 7 873      | 2,76 %                                  |
| 2011  | 7 393      | 2,31 %                                  |
| 2020  | 7 322      | 2,01 %                                  |
| 2022  | 7 405      | 1,96 %                                  |

## Municipalités de Norðurland vestra
Population en 2022 :
- Akrahreppur (204 habitants) ;
- Blönduós (928 habitants) ;
- Húnavatnshreppur (384 habitants) ;
- Húnaþing vestra (1 226 habitants) ;
- Skagabyggð (90 habitants) ;
- Skagafjörður (4 090 habitants) ;
- Skagaströnd (483 habitants).

## Comtés du Norðurland vestra
Austur-Húnavatnssýsla • Skagafjarðarsýsla • Vestur-Húnavatnssýsla

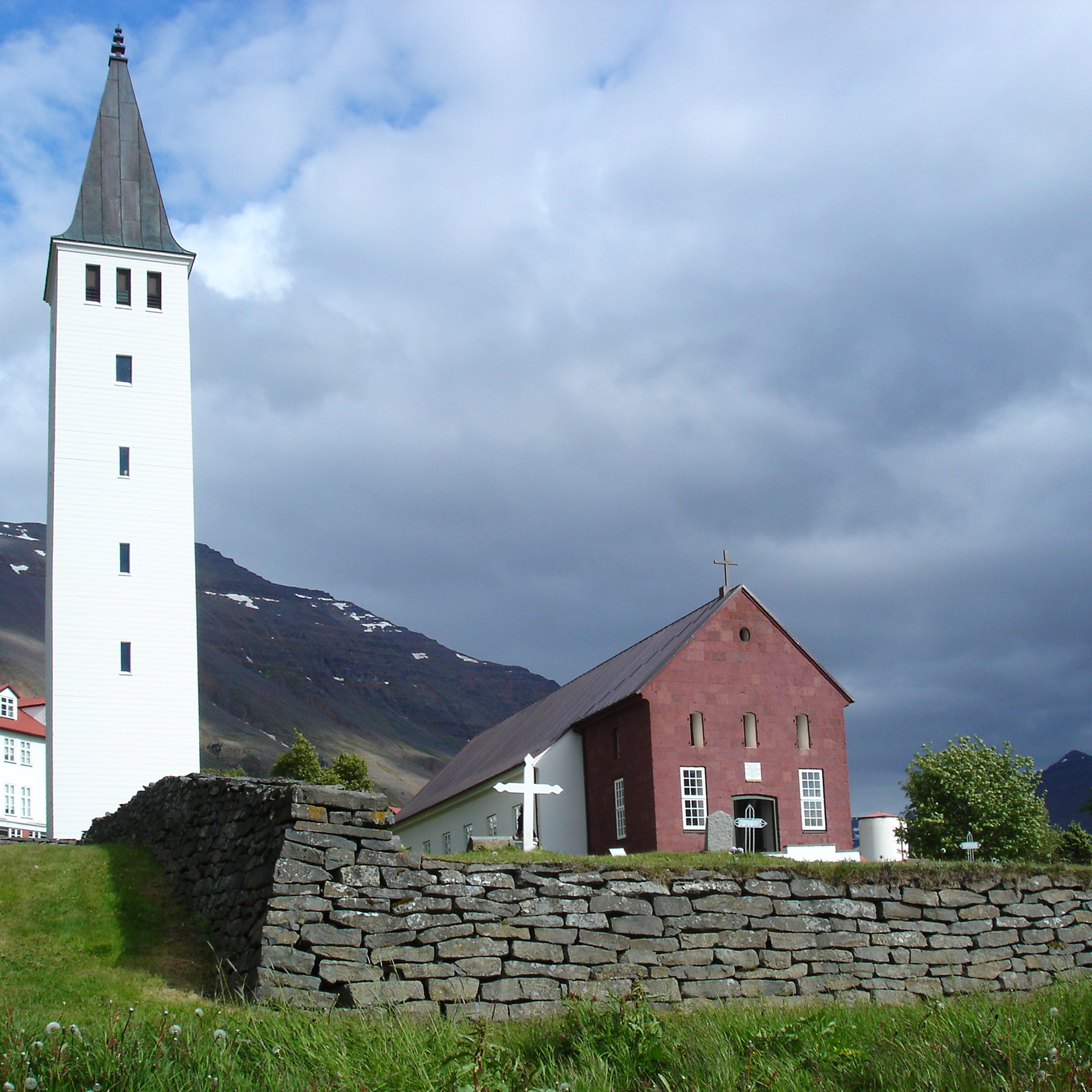
Hólar
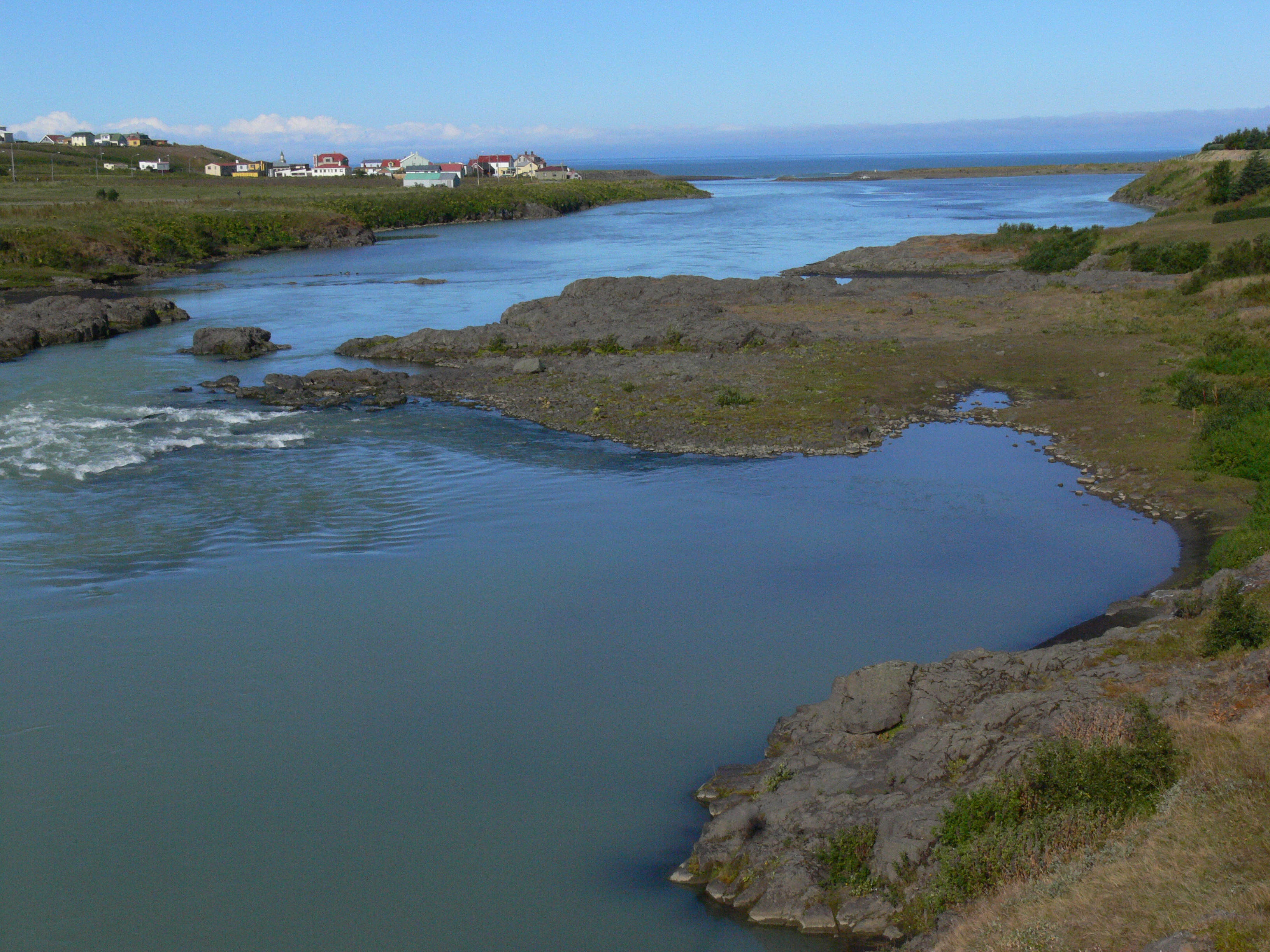
Blönduós
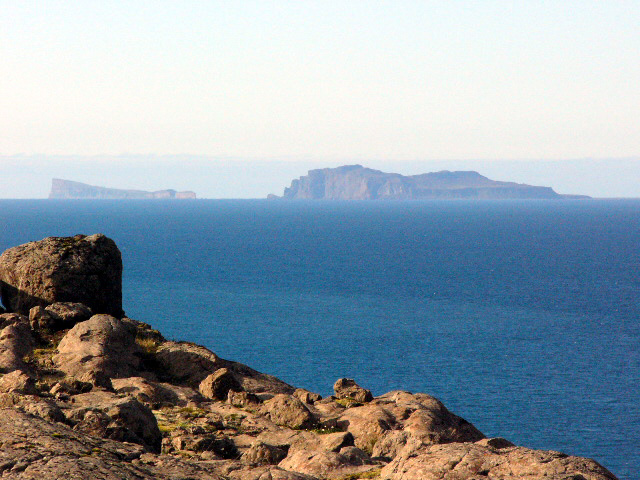
L'île de Drangey
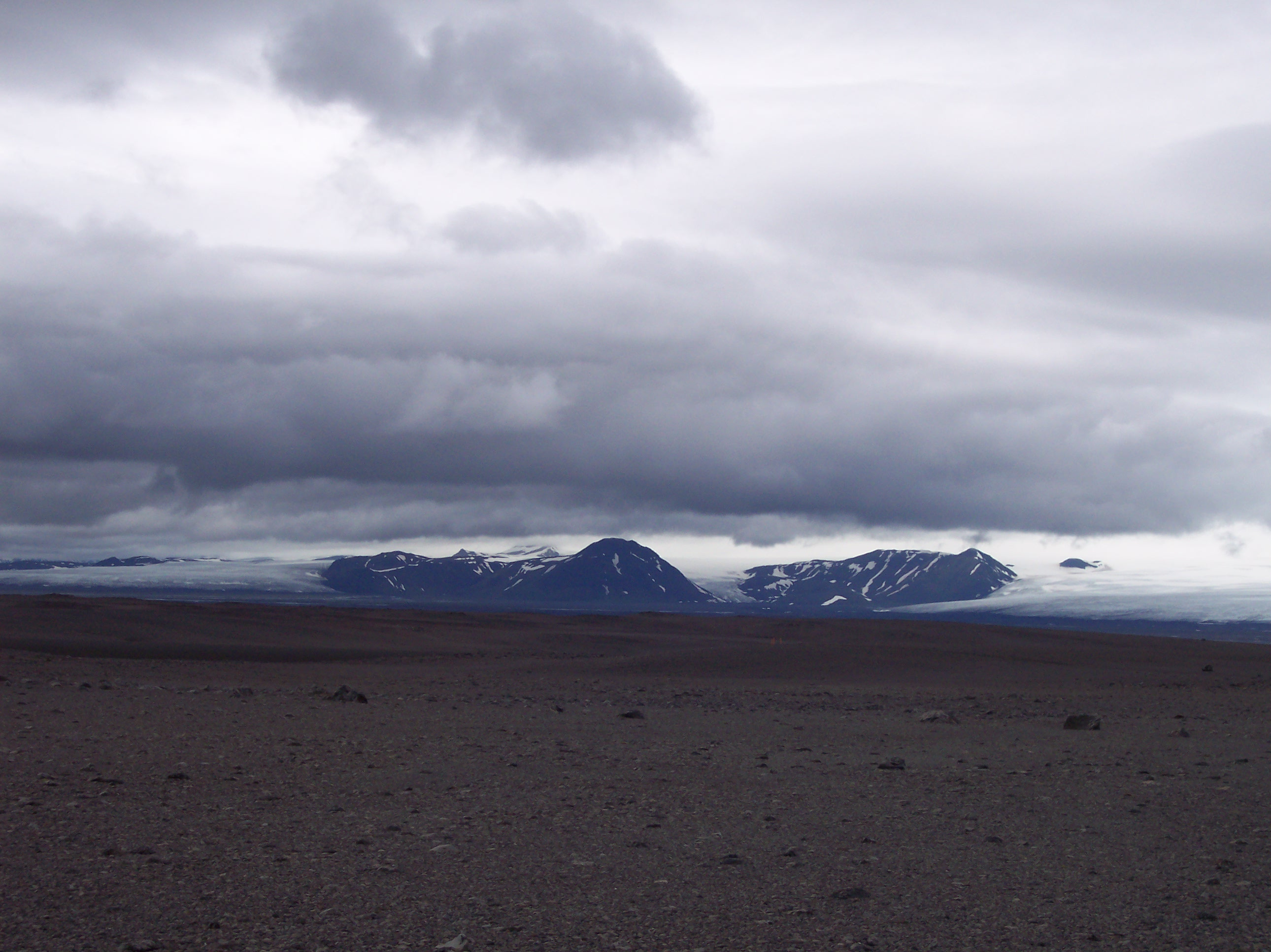
Le Hofsjökull